# 亨氏短體鰻
亨氏短體鰻（学名：Brachysomophis henshawi），又名亨氏短體蛇鰻、鰻、硬骨篡，為輻鰭魚綱鰻鱺目糯鰻亞目蛇鰻科的其中一種，分布於印度太平洋海域，棲息深度1-35公尺，體長可達101公分，棲息在岩礁、珊瑚礁區，會將身體埋藏在沙石中，屬肉食性。

## 擴展閱讀
維基物種上的相關：亨氏短體鰻